# Rya Kihlstedt

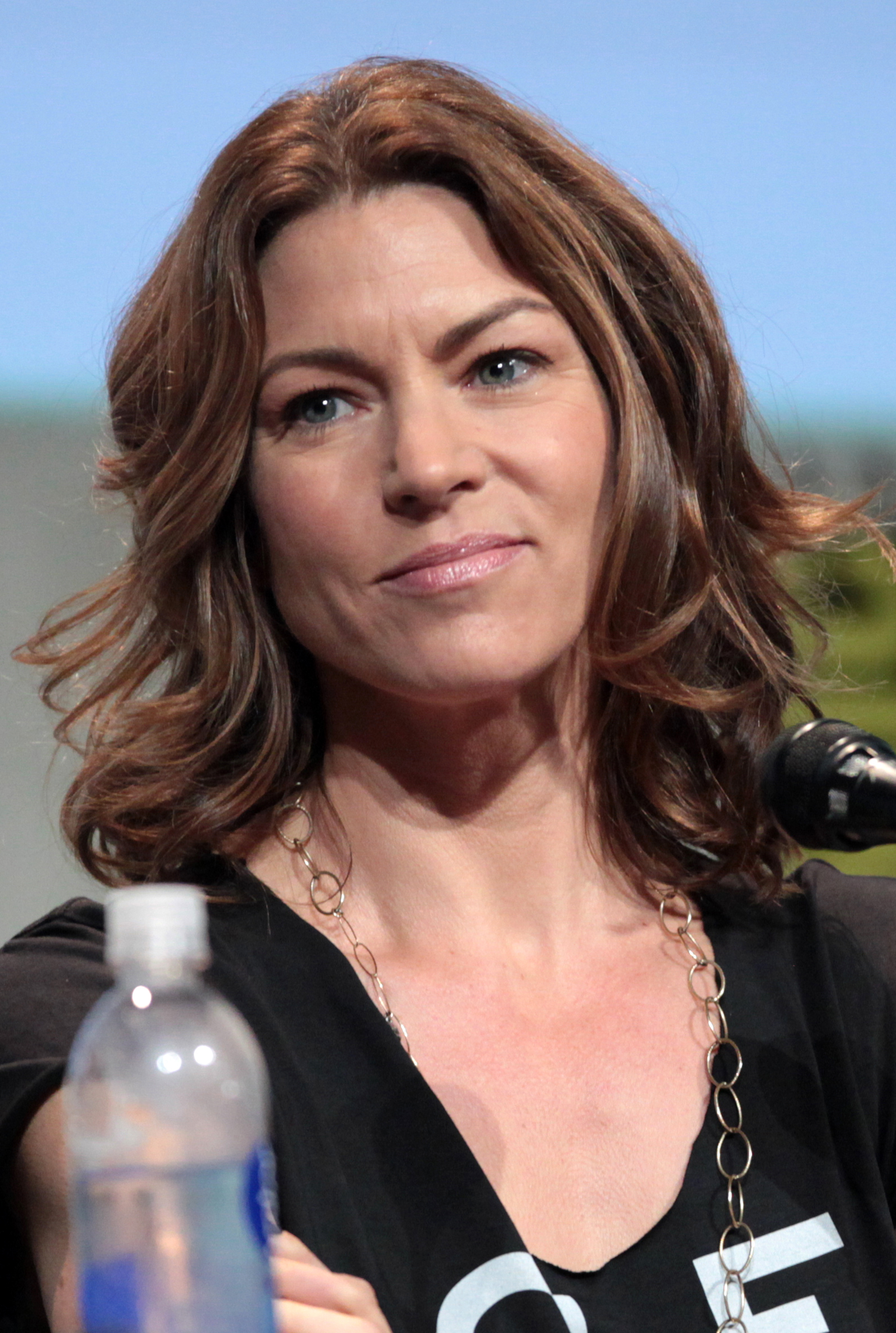
Rya Kihlstedt auf der Comic Con (2015)

Rya Kihlstedt (* 23. Juli 1970 in Lancaster, Pennsylvania) ist eine US-amerikanische Schauspielerin.

## Leben und Leistungen
Einige der Vorfahren von Rya Kihlstedt sind schwedischer Abstammung. Sie schloss im Jahr 1991 ein Studium der Theaterkunst am Skidmore College in Saratoga Springs ab.
Kihlstedt debütierte in einer größeren Rolle neben Rutger Hauer im Actionthriller Arctic Blue aus dem Jahr 1993. In der Miniserie Die Freibeuterinnen (1995) war sie an der Seite von Carla Gugino und Mira Sorvino zu sehen. In der Actionkomödie Wieder allein zu Haus (1997) spielte sie die Rolle der für Nordkorea tätigen Spionin Alice Ribbons, die dem Jungen Alex Pruitt (Alex D. Linz) einen Computerchip abzunehmen versucht. Im SF-Fernsehthriller Geklonte Zukunft (1998) folgte eine größere Rolle neben Peter Gallagher und Leonard Nimoy. 2001 spielte sie im SF-Thriller Todesengel aus der Tiefe in dem sie die Titelrolle übernahm. 2022 und 2024 spielte sie in den Star-Wars-Serien Obi-Wan Kenobi und Geschichten des Imperiums die Rolle der Inquisitorin Lyn Rakesh. 
Kihlstedt ist seit dem Jahr 1994 mit dem Schauspieler Gil Bellows verheiratet und hat zwei Kinder. Die Musikerin Carla Kihlstedt ist ihre Schwester.

## Filmografie (Auswahl)
- 1993: Arctic Blue
- 1993: Tribeca (Fernsehserie, eine Folge)
- 1994: seaQuest DSV (Fernsehserie, Folge: Die Schatzinsel; engl. Greed for a Pirate's Dream)
- 1994: Fackeln im Sturm, Buch 3 (Heaven & Hell: North & South, Book III, Miniserie, drei Folgen)
- 1994: The Second Greatest Story Ever Told (Fernsehfilm)
- 1995: Die Freibeuterinnen (The Buccaneers, Miniserie, fünf Folgen)
- 1995: Alchemy (Fernsehfilm)
- 1996: Swift Justice (Fernsehserie, eine Folge)
- 1996: Allein gegen die Zukunft (Early Edition, Fernsehserie, drei Folgen)
- 1997: Unsere Liebe darf nicht sterben (Hudson River Blues)
- 1997: Wieder allein zu Haus (Home Alone 3)
- 1998: Jung, weiblich, gnadenlos (Jaded)
- 1998: Geklonte Zukunft (Brave New World, Fernsehfilm)
- 1998: Deep Impact
- 1999: Frontline
- 1999: Say You’ll Be Mine
- 2001: Der Todesengel aus der Tiefe (Mermaid Chronicles Part 1: She Creature, Fernsehfilm)
- 2009: Women in Trouble
- 2010: Elektra Luxx
- 2010: Covert Affairs (Fernsehserie, eine Folge)
- 2010: Criminal Minds (Fernsehserie, eine Folge)
- 2011: Navy CIS (NCIS, Fernsehserie, eine Folge)
- 2011: Prime Suspect (Fernsehserie, eine Folge)
- 2011: Dexter (Fernsehserie, sieben Folgen)
- 2011: Connie Banks the Actor (Fernsehfilm)
- 2012: Intelligence (Kurzfilm)
- 2012–2013: Nashville (Fernsehserie, acht Folgen)
- 2013: Three Days in Havana
- 2014: CSI: Vegas (CSI: Crime Scene Investigation, Fernsehserie, eine Folge)
- 2015–2016: Heroes Reborn (Fernsehserie, 13 Folgen)
- 2016: Bosch (Folge 2x09)
- 2019: Cardinal (Fernsehserie, 5 Folgen)
- 2020: A Teacher (Miniserie, 10 Folgen)
- 2022: Obi-Wan Kenobi (Fernsehserie, 3 Folgen)
- 2022: Superman & Lois (Fernsehserie, 12 Folgen)
- 2024: Geschichten des Imperiums (Tales of the Empire, Fernsehserie, 3 Folgen, Stimme)
- 2025: Final Destination: Bloodlines

## Auszeichnungen und Nominierungen
- 2012: Screen-Actors-Guild-Award-Nominierung in der Kategorie Bestes Schauspielensemble in einer Fernsehserie – Drama für Dexter (geteilt mit Billy Brown, Jennifer Carpenter, Josh Cooke, Aimee Garcia, Michael C. Hall, Colin Hanks, Desmond Harrington, C. S. Lee, Edward James Olmos, James Remar, Lauren Vélez und David Zayas)[3]